# طرزان (فلم 2013)
طرزان (بالإنجليزية: Tarzan) هو فلم أُصدر في فرنسا وألمانيا سنة 2013. الفلم من إخراج راينهارد كلاوس وبطولة كيلن لوتز وسبنسر لوك.

## طاقم العمل
- كيلن لوتز
- سبنسر لوك
- جام راي نيومان
- روبرت كابرون
- تريفور سانت جون

## وصلات خارجية
- طرزان على موقع IMDb (الإنجليزية)
- طرزان على موقع روتن توميتوز (الإنجليزية)
- طرزان على موقع قاعدة بيانات الأفلام العربية
- طرزان على موقع ألو سيني (الفرنسية)
- طرزان على موقع Turner Classic Movies (الإنجليزية)
- طرزان على موقع أول موفي (الإنجليزية)
- طرزان على موقع فيلمافينيتي (الإسبانية)
- طرزان على موقع قاعدة بيانات الفيلم (الإنجليزية)
- طرزان على موقع ليتربوكسد (الإنجليزية)
- طرزان على موقع كينوبويسك (الروسية)